# Mount Leat (Grahamland)
Mount Leat ist ein 1135 m hoher und markanter Berg an der Oskar-II.-Küste des Grahamlands auf der Antarktischen Halbinsel. Er ragt aus einem 12 km langen Gebirgskamm am Südrand des Pequod-Gletschers auf.
Das UK Antarctic Place-Names Committee benannte ihn 2023. Namensgeber ist der britische Geologe Philip Timothy Leat (* 1957) vom British Antarctic Survey, der an zahlreichen Kampagnen zur Erforschung der Antarktischen Halbinsel beteiligt war.